# Broedertrouw (arbeidersbond)
Broedertrouw was een vereniging van landarbeiders, opgericht op 27 oktober 1889 aan de Oude Biltdijk bij Sint Jacobiparochie.
De vereniging stelde zich in de eerste plaats de lotsverbetering van de arbeiders ten doel. De vereniging, die al snel 500 leden had, organiseerde meerdere stakingen, vaak gericht tegen de koppelarbeid. De afdeling St.-Jacobiparochie van Broedertrouw formuleerde in het voorjaar van 1890 haar looneis en legde die voor aan de boeren. De boeren weigerden het voorstel in te willigen met als gevolg dat op 17 mei 1890 de landarbeiders het werk neerlegden. De reactie op het succes van Broedertrouw kwam al snel. In het midden van 1890 vonden 150 boeren in Het Bildt elkaar en verbonden zich tot onderlinge steun bij werkstaking die een jaar zou duren. Het verloop van de staking was rustig, maar toch besloot de regering 100 man infanterie, 25 veldwachters en een aantal marechaussees naar het 'oproerige' gebied te sturen. De bouwboeren probeerden de staking te breken met hulp van onderkruipers die ze 15 centen per uur betaalden plus kost en inwoning. De stakingsleiders Germ van Tuinen en bestuurslid van de Friese Volkspartij Jan Stap, voorzitter en vice-voorzitter van Broedertrouw, werden ervan beschuldigd onderkruipers met de dood te hebben bedreigd. Beiden worden evenwel vrijgesproken. Hun advocaat was Pieter Jelles Troelstra.
In mei 1890 stelde de bond bij het verlengen van de contracten een looneis van 12 cent per uur in plaats van de gangbare 9 cent, en had daarmee aanvankelijk succes. Maar een deel van de boeren verzette zich en een staking verliep uiteindelijk, toen de boeren zelfs in de oogsttijd niet inbonden. Het aantal bondsleden halveerde daarna en in 1892 werd Broedertrouw omgevormd tot een afdeling van de Sociaal-Democratische Bond van Domela Nieuwenhuis.
Eind 2014 verscheen het boek Van Broedertrouw tot Bildtweb. De Friese gemeente Het Bildt in de lange twintigste eeuw van Kees Kuiken.